# Frédéric de Hohenzollern-Hechingen
Pour les articles homonymes, voir Hohenzollern (homonymie).
Titre
Prince de Hohenzollern-Hechingen
2 novembre 1810 – 13 septembre 1838
(27 ans, 10 mois et 11 jours)
Frédéric Hermann Othon de Hohenzollern-Hechingen, (en allemand Friedrich Hermann Otto von Hohenzollern-Hechingen), né le 22 juillet 1776 à Namur et décédé le 13 septembre 1838 au château Lindich, près d'Hechingen est prince-régnant de Hohenzollern-Hechingen de 1810 à 1838. Il est également officier dans l'armée napoléonienne.

## Famille
Il est le fils unique de Hermann de Hohenzollern-Hechingen et de Maximilienne Albertine de Gavre.

### Mariage et descendance
Frédéric de Hohenzollern-Hechingen épouse à Prague le 26 avril 1800 Pauline de Courlande (Mitau 19 février 1782 - Vienne 8 janvier 1845), fille de Pierre Biron, prince de Courlande et de Dorothée von Medem.
Un seul enfant est né de cette union :
- Constantin de Hohenzollern-Hechingen, prince de Hohenzollern-Hechingen, lequel succède à son père.

## Biographie
Frédéric de Hohenzollern-Hechingen est baptisé à Namur en Belgique. En 1790, il est admis à la prestigieuse Haute École Karl à Stuttgart que Friedrich von Schiller avait également fréquentée avant la scolarité du prince. Puis, Frédéric de Hohenzollern-Hechingen poursuit ses études dans plusieurs universités allemandes.
Dès son plus jeune âge, Frédéric de Hohenzollern-Hechingen doit mener de difficiles négociations diplomatiques.
En 1801, son père l'envoie à Paris afin de négocier le remplacement des possessions des Pays-Bas perdues lors de la Révolution française. Un membre de sa famille, la princesse Amélie Zéphyrine de Salm-Kyrbourg qui eut pour amant pendant la période révolutionnaire Alexandre de Beauharnais, le présente au consul Napoléon Bonaparte, à son épouse Joséphine de Beauharnais et au prince de Talleyrand, ministre des Affaires étrangères.
En 1805, Frédéric de Hohenzollern-Hechingen se sépare de son épouse sans toutefois divorcer.
Après l'adhésion de la principauté d'Hechingen à la confédération du Rhin en 1806, Frédéric de Hohenzollern-Hechingen sert comme officier dans l'armée napoléonienne. Il est tout d'abord l'adjoint de Jérôme Bonaparte. En 1806, il prend la forteresse de Głogów, plus tard Żagań, ville natale de son épouse. Son père ordonne de grandes fêtes pour célébrer les progrès réalisés par les armées napoléoniennes. En 1809 Frédéric de Hohenzollern-Hechingen devient l'adjoint de Joachim Murat. Lors de la campagne de Russie, il reçoit plusieurs graves blessures dont il souffrira le reste de sa vie.
À la mort de son père, en 1810, Frédéric de Hohenzollern-Hechingen devient prince souverain de Hohenzollern-Hechingen.
En 1815, il reçoit de la France des dédommagements; il utilise cette somme pour la construction du nouveau château d'Hechingen.
Frédéric de Hohenzollern-Hechingen souffre fréquemment de ses blessures de guerre; tandis que sur le plan privé son union avec Pauline Marie Louise Biron, princesse de Courlande s'avère un échec.
Le 22 mai 1826, il marie son fils Constantin à Eugénie de Beauharnais, princesse de Leuchtenberg. Pendant les mois d'été Frédéric de Hohenzollern-Hechingen réside au château Lindich à Hechingen, il y fait la connaissance des membres d'un cercle de poètes tels que Ludwig Uhland ou Justinus Kerner. Par manque d'argent, il ne peut achever la construction du nouveau château d'Hechingen, il doit donc résider durant les mois d'hiver à la chancellerie située dans le vieux château. Son fils et sa bru vécurent quant à eux à la villa Eugénia à Hechingen.

## Généalogie
Frédéric de Hohenzollern-Hechingen appartient à la quatrième branche (lignée Hohenzollern-Hechingen) issue de la première branche de la Maison de Hohenzollern. Cette quatrième lignée appartient à la branche souabe de la dynastie de Hohenzollern, elle s'éteint en 1869 à la mort de Constantin de Hohenzollern-Hechingen.